# Can-Linn
Can-Linn (von irisch Can linn!, deutsch „Sing mit uns!“) ist eine irische Popgruppe. Die Gruppe wurde für die irische Vorauswahl des Eurovision Song Contest 2014 gegründet. Stilistisch werden folkloristische Elemente mit Popmusik verschmolzen. Die Gruppe siegte bei der irischen Vorauswahl bei insgesamt fünf Teilnehmern und durfte beim Wettbewerb in Kopenhagen mit dem Titel Heartbeat für Irland antreten. Nach ihrem Auftritt im zweiten Halbfinale konnte sie sich jedoch nicht fürs Finale qualifizieren.

## Mitglieder
- Kasey Smith (Gesang)
- Sarah May Rogers (Geige)
- Jenny Bowden, Donna Bissett (Backing Vocal)
- Thomas Spratt, Torik Shebani (Tänzer)